# 南丰城墙
南丰城墙位于中国江西省抚州市南丰县琴城镇老城区，是江西唯一保留完整的县城古城墙。

## 建筑
南丰古城现存有明清古城墙1634米，两座城门：文明门（南门）、崇秀门（西门），以及上水关、下水关 ，但城楼和瓮城已被拆。北门与东门现已不存。南丰城墙有近三分之二，从西门经南门到东门，均临旴江而建，呈椭圆状。

## 历史
南丰城墙始建于宋代，原为土城。明正德六年（1511年）建土墙，长3000米，高6米，防范闽粤流寇。嘉靖三十七年（1558年）扩修定型，长度达到4400余米，设东南西北四门。清代曾多次维修。城墙使用红石和青砖砌筑。

## 保护
2018年3月9日，南丰城墙公布为第六批江西省文物保护单位，编号6-3-065。